# Martha Mavrommatis

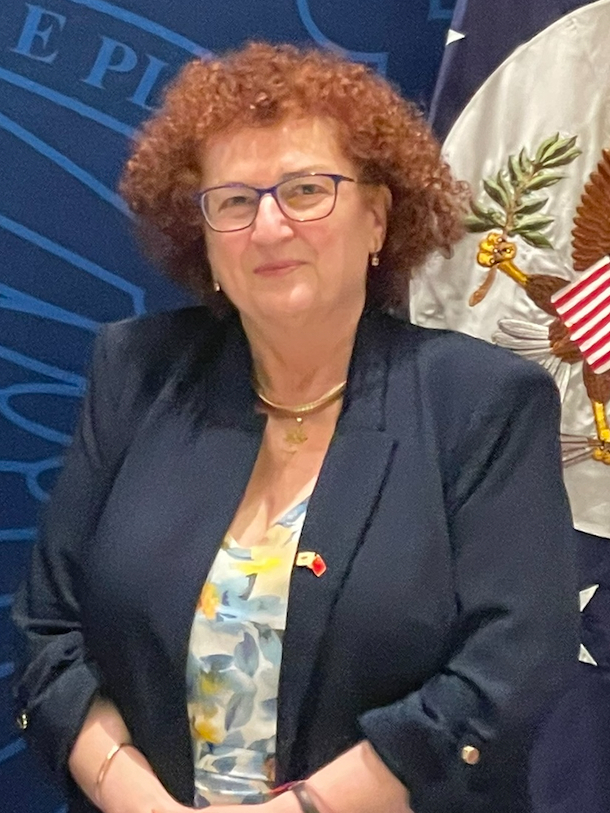
Martha Mavrommatis

Martha A. Mavrommatis (* 4. März 1959 in Paphos, Britisch-Zypern; griechisch Μάρθα Α. Μαυρομμάτη) ist eine Journalistin und Diplomatin der Republik Zypern.

## Werdegang
Mavrommatis studierte von 1977 bis 1979 Französisch an der Ecole Schultz in Genf. Danach studierte sie in New York am Hunter College Politikwissenschaft und Soziologie. 1983 machte Mavrommatis ein fünfmonatiges Praktikum beim Europarat in Straßburg. Im September folgte ein Masterstudiengang in Internationaler Politik am Graduate Centre der City University of New York. Dazu kam ein sechsmonatiges Praktikum an der Ständigen Vertretung der Republik Zypern bei den Vereinten Nationen.
In New York arbeitete Mavrommatis von 1984 bis 1987 für den Cyprus Children’s Fund und als freie Reporterin für die in New York erscheinende griechisch-amerikanische Zeitung „National Herald“. 1987 ging sie nach Zypern zurück. Von 1988 bis 1990 war Mavrommatis Chefredakteurin des „The House Staff Magazine“ der Cyprus Airways und von 1990 bis 1993 freie Reporterin für die zypriotische Zeitung „Proina NEA“ sowie für private Fernsehsender. Außerdem unterrichtete sie einen geisteswissenschaftlichen Kurs am Higher Technological Institute of Cyprus.
1993 trat Mavrommatis dem Auswärtigen Dienst bei. Sie arbeitete in der Abteilung Protokoll und Konsularangelegenheiten und in der Wirtschaftsabteilung, bis sie als Konsulin und stellvertretende Missionsleiterin 1996 an die Botschaft Zyperns in Damaskus (Syrien) versetzt wurde. Von 1998 an war Mavrommatis stellvertretende Leiterin der Kulturabteilung. Im September 2000 bekam Mavrommatis den Posten der Generalkonsulin der Republik Zypern in Thessaloniki (Griechenland) und wurde im Februar 2003 zur Generalkonsulin der Republik Zypern in New York ernannt. Das Amt führte Mavrommatis vom 9. April 2003 bis 2007.
Ab September 2007 bis September 2014 war sie stellvertretende Leiterin der Konsularabteilung und der Abteilung für Zyprioten im Ausland. Ab 2009 war Mavrommatis die erste Botschafterin der Republik Zypern mit Sitz in Brasilien. Zweitakkreditierungen hatte sie für Bolivien, Chile, Paraguay, Peru und Uruguay. Zurück in Nicosia wurde Mavrommatis Leiterin der Abteilung für Konsularangelegenheiten und Leiterin der Abteilung Kulturdiplomatie.
Ab dem 27. Juni 2017 war Mavrommatis Hochkommissarin Zyperns in Australien. Am 16. Mai 2021 übergab sie, aufgrund der Corona-Pandemie, ihre Zweitakkreditierung als Hochkommissarin in Tonga virtuell; ebenso am 11. November als Botschafterin in Osttimor.
Im September 2022 wurde Mavrommatis zurBotschafterin der Republik Zypern in der Volksrepublik China ernannt und übergab ihre Akkreditierung am 24. April 2023. Zweitakkreditiert war sie für Nord- und Südkorea, Laos (Akkreditierung: 28. September 2023), Kambodscha (Akkreditierung: 27. Juli 2023) und die Mongolei (Akkreditierung: 17. November 2023). Im Dezember 2024 wurde Mavrommatis in Peking von Frances-Galatia Lanitou Williams ab.

## Sonstiges
Mavrommatis spricht fließend Griechisch, Englisch und Französisch und hat gute Kenntnisse in Portugiesisch sowie Grundwissen in Italienisch und Spanisch. Sie ist verheiratet und hat zwei erwachsene Kinder.